# The Spanish Princess
The Spanish Princess är en amerikansk-brittisk historisk dramaserie som hade premiär i maj 2019. Serien bestod av åtta avsnitt. Seriens andra och sista säsong också den bestående av åtta avsnitt hade premiär den 11 oktober 2020. Serien är skapad av Emma Frost och Matthew Graham och är en spin-off på The White Queen och The White Princess.

## Handling
Serien kretsar kring Katarina av Aragonien som är Spaniens prinsessa och har blivit lovad den engelska tronen. Hon anländer till ett regnigt England tillsammans med sitt hov. När hennes man plötsligt dör tycks tronen förlorad för Katarina.

## Rollista (i urval)
- Sai Bennett – Maria Tudor
- Alicia Borrachero – Isabella I av Kastilien
- Andrew Buchan – Thomas More
- Laura Carmichael – Margaret Pole
- Elliot Cowan – Henrik VII av England
- Antonio de la Torre – Ferdinand II av Aragonien
- Peter Egan – general Thomas Howard
- Georgie Henley – Margareta Tudor
- Charlotte Hope – Katarina av Aragonien
- Angus Imrie – Arthur, prins av Wales
- Ray Stevenson – Jakob IV av Skottland
- Harriet Walter – Margaret Beaufort
- Kenneth Cranham – John Morton